# Positioner i lagsporter
Med position i lagsporter avses en spelares utgångsposition i lagets formation på planen, i första hand i lagsporter. Den faktiska positionen kan skilja sig från match till match samt lag till lag, beroende på taktik och strategi. Det har över åren funnits många olika benämningar på dessa positioner; några av dessa tas upp i denna artikel.

## Moderna positioner

### Back
Backar, eller försvarsspelare, ingår i den lagdel som benämns back- eller försvarslinje, och som har den bakre utgångspositionen i laget. Positioner: Högerback, mittback, vänsterback.
Backarnas uppgift i exempelvis modern bandy, fotboll och ishockey är inte bara att förhindra målchanser och mål för motståndarna, utan även att delta i lagets anfallsspel, exempelvis vid kontringar. Backar är ofta pådrivare och i många lägen även de som styr både försvars- och anfallsspel.
Mittbackarna i fotboll är ofta storväxta, för att användas både i försvar och vid anfall i "fasta" situationer, det vill säga där bollen skjuts från ett bestämt läge, till exempel vid frispark eller hörna. Därmed är mittbackar ofta skickliga i "huvudspelet"  det vill säga, förmågan att nicka bollen.
Ytterbackarna följer ofta med i lagets anfall, och finns ofta med i avslutssituationer på sista tredjedel av planen. Genom att jämföra hur specifika spelare (framgångsrikt) agerat i olika spelsituationer kan man procentuellt utröna huruvida en viss spelare bör ges prioritet i anfalls- eller försvarsspel. Vad gäller backar är de generellt sett så kallade 40/60-spelare, där den första siffran anger procentenheter deltagande i anfallsspel, och den andra procentenheter deltagande i försvarsspel.

### Mittfältare
Mittfältare (MF) är generellt 50/50-spelare, och har normalt uppgift att spela både försvarsspel och anfallsspel. Positioner: Högermittfältare, innermittfältare, central mittfältare, offensiv mittfältare, defensiv mittfältare, vänstermittfältare. Mittfältarna är länken mellan ett lags anfallsspel och försvarsspel, de defensiva mittfältarna ligger i en position strax framför backlinjen och försöker vinna tillbaka bollen så högt upp på mittplan som möjligt medan de offensiva mittfältarna ligger i position strax bakom anfallarna, understödjer dem med passningar samt fungerar som en "andra offensiv".

### Forward
Forwardar eller forwards, även anfallsspelare, är de i laget som spelar längst fram och vars främsta uppgift är att göra mål. De kan också ha som uppgift att vara så kallad "target player" det vill säga ta emot och hålla uppe bollen tills resten av laget, främst då mittfältarna, kommer upp högre i planen. Positioner: Högerforward, högerinner, central forward, center, vänsterinner, vänsterforward. Trequartista (samt vänsterinner och högerinner) är en position som "släpande" forward med en position, och länken, mellan mittfält och forwardar. Trequartista refererar till den tredje fjärdedelen framåt på fotbollsplan, där spelaren befinner sig och rör sig under anfall, utanför det mer aktiva spelet spelet, för att plötsligt göra sig spelbar.

## Vanliga uppställningar
Antal backar, mittfältare och anfallare exklusive målvakten:
- Bandy: 3-4-3,  3-5-2 och 4-5-1
- Fotboll: 3-5-2, 4-3-3, 3-4-3, 4-5-1 och 4-4-2. Även kombinationer som 4-2-3-1 förekommer, och blir allt vanligare.

## Positioner i bandy

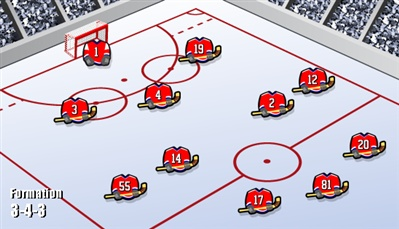
En bandyuppställning i 3-4-3-formation

- Målvakt
- Libero
- Högerback
- Vänsterback
- Högerhalv
- Vänsterhalv
- Högermitt
- mittmitt
- Vänstermitt
- Högertopp
- mittopp
- Vänstertopp

## Positioner i basket

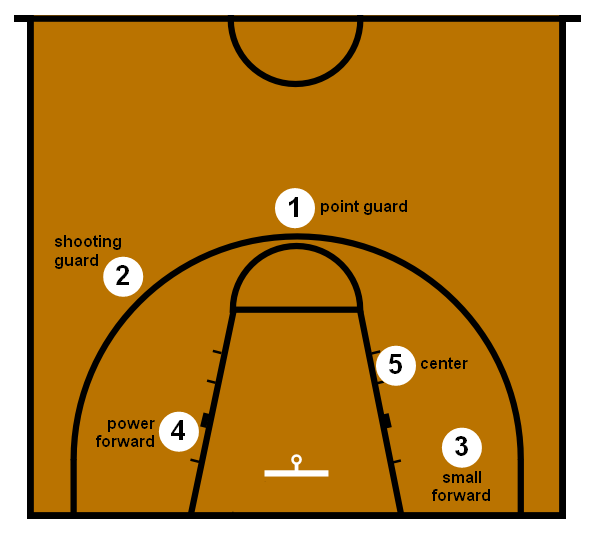
Positioner i basket

Startuppställningen i ett basketlag består oftast av dessa fem positioner som är formade enligt en 2-1-2-modell:
1. Point guard
2. Shooting guard
3. Small forward
4. Power forward
5. Center

- Point Guard: Oftast lagets kortaste spelare,samt den boll-  och passningsskickligaste spelaren. Har traditionellt rollen som spelfördelare och den som för upp bollen i anfall efter att övriga spelare har intagit sina anfallspositioner.
- Shooting Guard: Normalt lagets bäste distansskytt och 3-poängsskytt.
- Small Forward: Lagets bäst allround forward, lång nog att befinna sig under korgen och bollskicklig för att kunna göra poäng både från under korgen och 3-poängslinjen.
- Power Forward: En fysisk stark spelare som måste kunna vinna närkamper under korgen samt fånga och göra poäng på returer. Skall dessutom vara snabb nog för att kunna ta sig in under korgen för att göra poäng.
- Center: Normalt den längste spelaren i laget som skall kunna ta emot passningar under korgen för att göra poäng. Viktig returtagare.

## Positioner i handboll

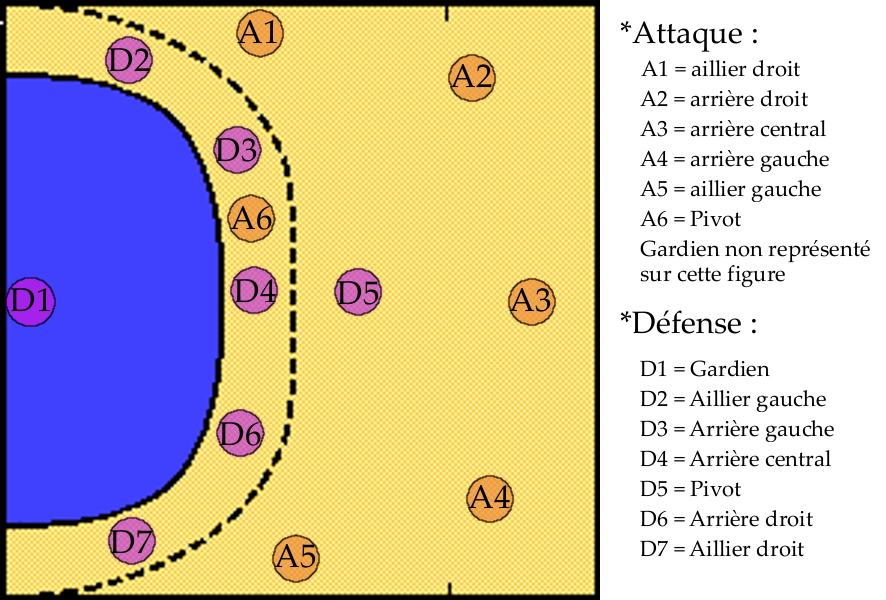
Exempel på positionerna vid en 5-1 uppställning i handboll

De vanligaste kombinationerna av anfallsposition / försvarsposition
- Målvakt
- Vänstersexa / vänsteretta
- Vänsternia / vänstertvåa
- Mittnia / vänstertrea / högertrea
- Mittsexa / vänstertrea / högertrea
- Högernia / högertvåa
- Högersexa / högeretta

## Positioner i fotboll

### 2-3-5
Ett äldre spelsystem var tidigare ofta 2-3-5, och följande positioner – med fasta spelarnummer, enligt listan – användes tidigare både i bandy och fotboll:
1. Målvakt
2. Högerback
3. Vänsterback
4. Högerhalv
5. Centerhalv
6. Vänsterhalv
7. Högerytter
8. Högerinner
9. Center/centerforward
10. Vänsterinner
11. Vänsterytter

   (8,10) Mittfältare/innermittfältare

   (5,6) Libero
Med tiden försköts positionerna något och gjorde uppställningen mer defensiv. Centerhalven fick rollen som en tredje back, medan någon vänsterinner och högerinner backade ner på mittfältet och blev offensiva mittfältare. Ett arv från denna uppställning är att tröjnummer 9 ofta används för att beskriva en målskytt ("nummer nio"), medan "nummer 10" syftar på en defensiv forward eller offensiv mittfältare som har rollen som framspelare.

### 4-4-2
Spelsystemet 4-4-2 praktiserades av England när de vann Fotbolls-VM 1966 och blev då det dominerande spelsystemet i världen och följande positioner – med exempel på spelarnummer – praktiseras av många lag än i dag i fotboll:
1. Målvakt
2. Högerback
3. Vänsterback
4. Central mittfältare
5. Mittback
6. Mittback
7. Höger mittfältare
8. Central mittfältare
9. Centerforward
10. Forward
11. Vänster mittfältare

Spelarna i höger resp vänster mittfältspositionerna ska utefter sin kant stödja anfallet vid anfall och försvaret vid försvar.